# ميخائيل نيكولاس
ميخائيل نيكولاس (بالإنجليزية: Michael Nicholas)‏ هو موزع وملحن بريطاني، ولد في 1938.

## وصلات خارجية
- ميخائيل نيكولاس على موقع ميوزك برينز (الإنجليزية)